# Sisters of Anarchy
Sisters Of Anarchy ist ein Pornofilm der Regisseurin Bonnie Rotten aus dem Jahr 2014, der vom Unternehmen Digital Playground Direct-to-Video produziert wurde.

## Handlung
Jackie ist die Anführerin der Motorrad-Gang namens „Sisters Of Anarchy“, die in Briarhaven, Kalifornien arbeitet. Jackie muss einige schwierige Entscheidungen treffen, die die Zukunft ihres Vereins beeinflussen. Ex-Gang-Mitglied Adam hat einige Informationen an das FBI verkauft. Der Staatsanwalt zeigt daher nun Interesse an dem Verein. Jede Entscheidung die Jackie nun fällt, kann Einfluss auf ihre Familie, Freunde und rivalisierende Banden haben. Um ihre Heimatstadt und die Gang zu schützen, muss Jackie tun, was nötig ist, auch wenn es bedeutet gezielt Personen zu manipulieren.
Der Film enthält Anleihen von der TV-Serie Sons of Anarchy.

## Nominierungen/Auszeichnungen
- 2016: AVN Awards: Nominee: Best Director: Parody, Bonnie Rotten, Nominee: Best Screenplay: Parody, Nominee: Best Parody, Nominee: Best Actress, Bonnie Rotten, Nominee: Best Supporting Actress, Jessa Rhodes
- 2015: NightMoves Award: Winner: Best Parody; Nightmoves Fan Awards, 2015
- 2015: XRCO Awards – Nominee: Best Parody: Drama